# Jungle Jim (serie televisiva)
Jungle Jim è una serie TV che segue i sedici film di successo di Jim della giungla interpretati dallo stesso attore Johnny Weissmuller nei sette anni precedenti. Alla serie furono però aggiunti nuovi personaggi come il figlio di Jim, Skipper (interpretato dell'attore-ragazzo Martin Huston) e l'assistente, l'indigeno Kaseem. La serie venne trasmessa dalla Columbia Pictures per una sola stagione e si compose di 26 episodi della durata di 30 minuti ciascuno.

## Episodi
1. Man Killer (16 settembre 1955)
2. Land of Terror (3 ottobre 1955)
3. Treasure of the Amazon (10 ottobre 1955)
4. Lagoon of Death (17 ottobre 1955)
5. A Fortune in Ivory (24 ottobre 1955)
6. Jungle Justice (31 ottobre 1955)
7. The Eyes of Manora (7 novembre 1955)
8. The King's Ghost (14 novembre 1955)
9. White Magic (21 novembre 1955)
10. The Deadly Idol (28 novembre 1955)
11. The Leopard's Paw (5 novembre 1955)
12. Man from Zanzibar (12 dicembre 1955)
13. Precious Cargo (19 dicembre 1955)
14. The Golden Parasol (26 dicembre 1955)
15. The Code of the Jungle (2 gennaio 1956)
16. Wild Man of the Jungle (9 gennaio 1956)
17. Safari Into Danger (16 gennaio 1956)
18. Blood Money (23 gennaio 1956)
19. Striped Fury (30 gennaio 1956)
20. Sacred Scarab (6 febbraio 1956)
21. Voodoo Drums (13 febbraio 1956)
22. The Avenger (20 febbraio 1956)
23. Return of the Tauregs (27 febbraio 1956)
24. The Silver Locket (5 marzo 1956)
25. Gift of Evil (12 marzo 1956)
26. Power of Darknessv (19 marzo 1956)